# آرثر هاردي (سياسي)
آرثر هاردي (بالإنجليزية: Arthur Hardy)‏ هو مدع ومحامي وشخصية أعمال وسياسي بريطاني وأسترالي (وحمل سابقاً جنسية المملكة المتحدة لبريطانيا العظمى وأيرلندا)، ولد في 3 مايو 1817 في إنجلترا في المملكة المتحدة، وتوفي في 13 يوليو 1909 في أستراليا. انتخب عضو مجلس النواب جنوب أستراليا من الجمعية عن دائرة Electoral district of Albert (South Australia) ‏ وقد انضم خلال فترته النيابية (9 مايو 1886 – 5 أبريل 1887) للكتلة البرلمانية مستقل وانتخب عضو مجلس النواب جنوب أستراليا من الجمعية عن دائرة Electoral district of Albert (South Australia) ‏ وقد انضم خلال فترته النيابية (22 فبراير 1875 – 8 فبراير 1886) للكتلة البرلمانية مستقل.